# Піт Ґюннінґ
Піт Ґюннінґ (нід. Piet Gunning, 5 липня 1913 — 23 травня 1967) — нідерландський хокеїст на траві.
Бронзовий призер Олімпійських Ігор 1936 року.